# Peter Godwin

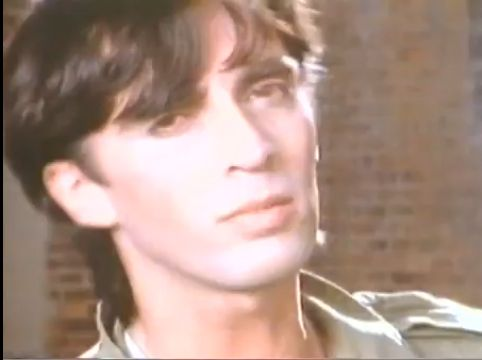
El músico británico, Peter Godwin.

Peter Godwin es un músico, cantante y compositor de new wave británico. Es conocido tanto por su carrera en solitario como porque formó parte del grupo Metro.

## Discografía

### Solo
- Dance Emotions EP (1982)
- Images of Heaven EP (1982)
- Correspondence (1983)
- Images of Heaven: The Best of Peter Godwin (1998)

### BandaMetro
- Metro (1977)
- New Love (1979)
- Future Imperfect (1980)

### Composición
- Steve Winwood - Nine Lives (2008)